# Damon annulatipes
Damon annulatipes is een soort zweepspin (Amblypygi). Hij komt voor in de bossen langs steile hellingen en de oostelijke kust van Swaziland, Zuid-Afrika en waarschijnlijk Mozambique.